# Американска революция
 Тази статия е за политическите събития.  За хода на военните действия вижте Американска война за независимост.  
Американската революция е радикален политически преход от втората половина на XVIII век, при който Тринадесетте колонии в Северна Америка, притежавани от Обединеното кралство Великобритания, първоначално отхвърлят управлението на английския парламент, а след това и самата власт на краля, превръщайки се в нова независима държава Съединени американски щати.
Колониите първоначално отхвърлят властта на парламента, който ги облага с данъци без представителство и изгонват всички кралски служители. До 1774 г. всяка колония е избрала Провинциален конгрес или еквивалентна правителствена институция за формиране на индивидуални самоуправляващи се щати (държави). Посредством представители, изпратени през 1775 г. във Втория Континентален конгрес, те първоначално се обединяват, за да защитават правото си на самоуправление, а след това участват във въоръжен конфликт с Англия, наречен Американска война за независимост. В крайна сметка щатите колективно постановяват, че британската монархия не може повече легитимно да очаква тяхната преданост поради актовете на тирания.
Американската революция завършва на 4 юли 1776 г., когато колониите обявяват независимостта си от Англия с Декларацията за независимост. Тя съдържа 27 обвинения срещу британското потисничество, прокламира окончателния разрив с метрополията и прогласява народния суверенитет като основен принцип в устройството и управлението на обществото. Американската война за независимост завършва с американска победа през октомври 1781 г., последвана от официален британски отказ от претенции и признаване на независимостта на САЩ с Парижкия договор от 1783 г.
Първият опит за съставяне на конституция е Уставът на конфедерацията (на английски: Articles of Confederation) от 1777 г., ратифициран от повечето щати през 1781 г. Той излага в писмена форма възприетите от 1775 правила за работа на Континенталния конгрес и ясно формулира нуждата от национално (федерално) правителство. Неговият обхват обаче е ограничен и много фундаментални въпроси за националното управление са решени през 1788 г. с Американската конституция. За разлика от хлабавата конфедерация, Конституцията установява силно федерално правителство. Скоро следва приемането на американския Закон за правата (Bill of Rights, 1791), съдържащ първите 10 конституционни поправки. Той гарантира много права, които имат значение за обосноваване на революцията и същевременно балансират управлението на силно национално правителство с относително широки лични свободи.
Американската революция дава тласък на серия от радикални интелектуални, политически и социални промени в Съединените щати. От особено значение е развитието на републиканизма, основан на Просвещенското разбиране за либерализъм, включително установяването на представително правителство, отговорно пред народа. Американците отхвърлят плутокрациите на наследствените аристокрации в Европа от онова време. Избухват обаче остри политически дебати относно удачното ниво на демокрация в новото правителство, като някои от бащите-основатели се страхуват от управление на тълпата.